# Alexandra Horn

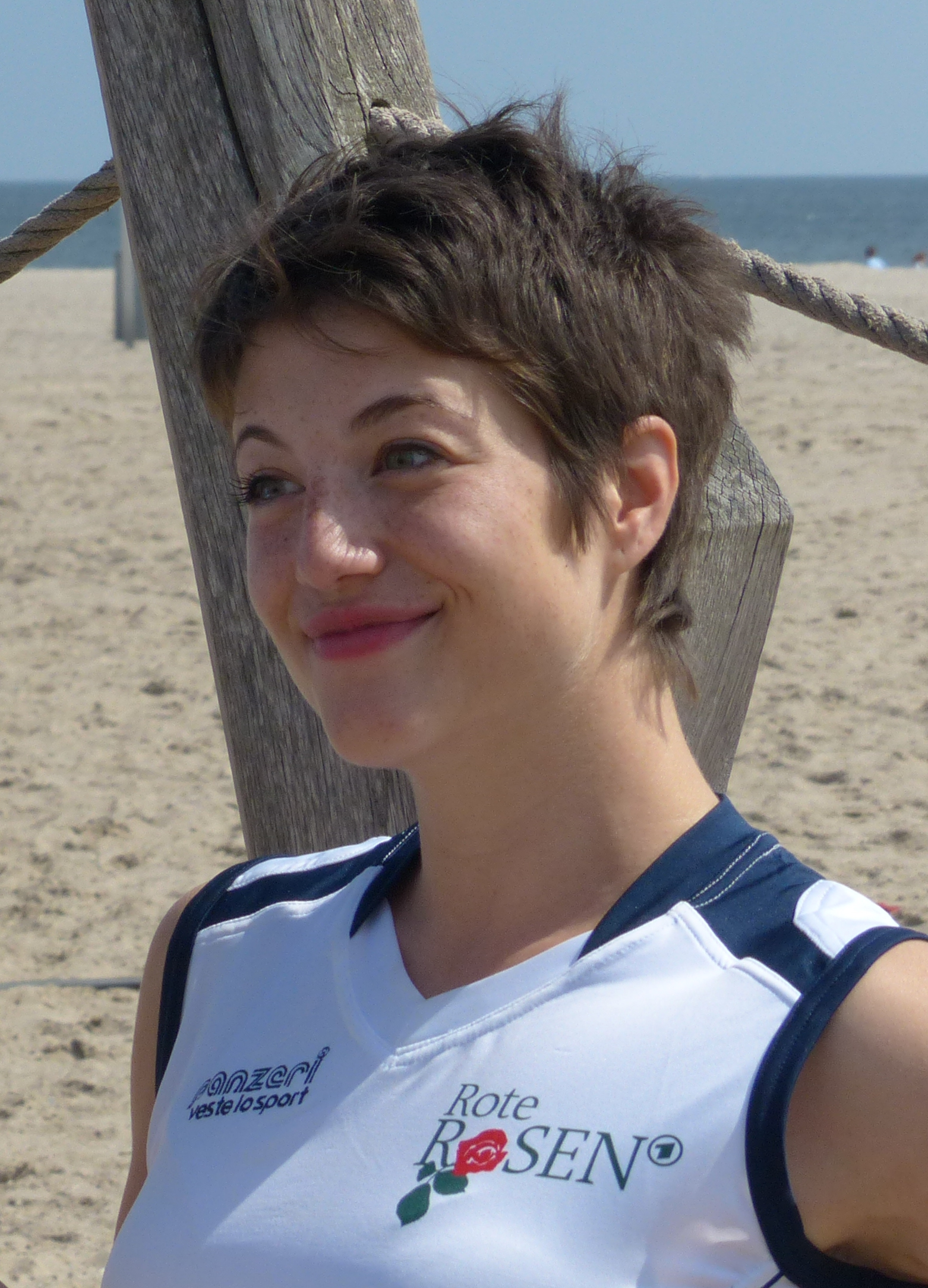
Alexandra M. Horn beim Beachvolleyball-Starcup 2013

Alexandra M. Horn (* 3. Mai 1987 in München) ist eine deutsche Schauspielerin, Synchronsprecherin und Musicaldarstellerin.

## Leben und Karriere
Alexandra Miriam Horn erhielt ihre Ausbildung an der Schauspielschule Zerboni. Zwischen 1995 und 1999 spielte sie ihrem Alter entsprechende Rollen am Bayerischen Volkskunsttheater. Neben Hannes Jaenicke gab die damals neunjährige Alexandra Horn ihr Filmdebüt in dem 1997 auf ProSieben ausgestrahlten Fernsehfilm Kalkuliertes Risiko. Nachdem sie 2006 ihr Fachabitur absolviert hatte, begann sie sich der Schauspielerei zuzuwenden. Seitdem wirkte Alexandra Horn mehrfach in Filmbeiträgen der ZDF-Fahndungssendung Aktenzeichen XY … ungelöst und in Episodenrollen von Fernsehserien wie Die Rosenheim-Cops mit. Vom 3. Dezember 2012 (Folge 1397) bis zum 30. Oktober 2014 (Folge 1840) verkörperte Horn in der ARD-Telenovela Rote Rosen die Rolle der Ariane Christiansen. Neben der Schauspielerei ist Horn auch als Personaltrainerin tätig.
Horn spricht Hochdeutsch und Bayerischen Dialekt sowie Englisch. Sie lebt in München.

## Filmografie (Auswahl)
- 1997: Kalkuliertes Risiko
- 1999: Grüne Wüste
- 2006: Zwei am großen See (Fernsehserie, 2 Episoden)
- 2008: Wieder daheim
- 2008: Aktenzeichen XY … ungelöst
- 2008: Die Rosenheim-Cops – Tonis letzter Ton (Fernsehserie, Episodenrolle)
- 2008: Liebe, Babys und ein großes Herz III (Fernsehfilm, Episodenrolle)
- 2009: Aktenzeichen XY … ungelöst
- 2010: Aktenzeichen XY … ungelöst
- 2010: SOKO 5113 – Die Tote des Monats (Fernsehserie, Episodenrolle)
- 2010: Abschied (Kurzfilm)
- 2011: Aktenzeichen XY … ungelöst
- 2012–2014: Rote Rosen
- 2015: Soko Wismar
- 2018: Alles was zählt
- 2018: Meridian Spa und Fitness (Kinospot)
- 2018: Aktenzeichen XY … ungelöst
- 2019: Aktenzeichen XY … ungelöst
- 2019: Meridian Spa und Fitness (Imagefilm)

## Theater
- 1995: König Tempus und die Zeit (Bayerisches Volkskunsttheater)
- 1996: Die Hexenprüfung (Bayerisches Volkskunsttheater)
- 1997: Dornröschen (Bayerisches Volkskunsttheater)
- 1998: Tante Wilhelmine macht Urlaub (Bayerisches Volkskunsttheater)
- 1999: Der Zauberer von Oz (Bayerisches Volkskunsttheater)
- 2009: Leonce und Lena (div. Aufführungen)
- 2009/10: Der Brandner Kaspar schaugt in’s Paradies
- 2012: Stunt-Show Babelsberg
- 2012: Die Dreigroschenoper

## Synchron
- 2007: High School Musical 2
- 2009: Zeke und Luther
- 2010: Beverly Hills, 90210
- 2010: Melrose Place
- 2010: Beilight – Bis(s) zum Abendbrot
- 2010: Tinkerbell – Ein Sommer voller Abenteuer

## Musical
- 2006: Ein Stern geht auf
- 2012: Die Dreigroschenoper